# 奥索海象属
奥索海象属（学名：Osodobenus）是海象科下的一个属。

## 下属物种
本属包括以下物种：
- 晓齿奥索海象 Osodobenus eodon Biewer et al., 2020